# Vărgata
Vărgata (in ungherese Csíkfalva, in tedesco Tschickdorf) è un comune della Romania di 2001 abitanti, ubicato nel distretto di Mureș, nella regione storica della Transilvania. 
Il comune è formato dall'unione di 5 villaggi: Grâușorul, Mitrești, Vadu, Valea, Vărgata.